# Elecciones al Congreso de los Diputados de abril de 2019 (Madrid)
Las elecciones al Congreso de los Diputados de 2019 se celebraron en la Comunidad de Madrid el domingo 28 de abril, como parte de las elecciones generales convocadas por Real Decreto dispuesto el 4 de marzo de 2019 y publicado en el Boletín Oficial del Estado el día siguiente. Se eligieron los 37 diputados del Congreso correspondientes a la circunscripción electoral de Madrid, mediante un sistema proporcional (método d'Hondt) con listas cerradas y un umbral electoral del 3%.

## Resultados
Los comicios depararon 11 escaños al Partido Socialista Obrero Español, 8 escaños a Ciudadanos-Partido de la Ciudadanía, 7 al Partido Popular, 6 a la coalición Unidos Podemos y 5 a Vox. Los resultados del escrutinio completo y definitivo se detallan a continuación:
| Candidatura                                                                             | Candidatura                                                                             | Votos     | %                               | Escaños                         |
| --------------------------------------------------------------------------------------- | --------------------------------------------------------------------------------------- | --------- | ------------------------------- | ------------------------------- |
|                                                                                         | Partido Socialista Obrero Español (PSOE)                                                | 1 031 534 | 27,27                           | 11                              |
|                                                                                         | Ciudadanos-Partido de la Ciudadanía (Cs)                                                | 792 203   | 20,95                           | 8                               |
|                                                                                         | Partido Popular (PP)                                                                    | 705 119   | 18,64                           | 7                               |
|                                                                                         | Unidas Podemos (Podemos-IU-Equo)                                                        | 613 911   | 16,23                           | 6                               |
|                                                                                         | Vox (Vox)                                                                               | 524 176   | 13,86                           | 5                               |
| Partido Animalista Contra el Maltrato Animal (PACMA)                                    | Partido Animalista Contra el Maltrato Animal (PACMA)                                    | 50 909    | 1,35                            | 0                               |
| Actúa (PACT)                                                                            | Actúa (PACT)                                                                            | 19 208    | 0,51                            | 0                               |
| Recortes Cero-Grupo Verde-Partido Castellano-Tierra Comunera (Recortes Cero-GV-PCAS-TC) | Recortes Cero-Grupo Verde-Partido Castellano-Tierra Comunera (Recortes Cero-GV-PCAS-TC) | 7512      | 0,19                            | 0                               |
| Por Un Mundo Más Justo (PUM+J)                                                          | Por Un Mundo Más Justo (PUM+J)                                                          | 5221      | 0,14                            | 0                               |
| Partido Humanista (PH)                                                                  | Partido Humanista (PH)                                                                  | 3456      | 0,09                            | 0                               |
| Partido Comunista de los Trabajadores de España (PCTE)                                  | Partido Comunista de los Trabajadores de España (PCTE)                                  | 2329      | 0,06                            | 0                               |
| Partido Comunista de los Pueblos de España (PCPE)                                       | Partido Comunista de los Pueblos de España (PCPE)                                       | 2038      | 0,05                            | 0                               |
| Votos en blanco                                                                         | Votos en blanco                                                                         | 24 631    | 0,65                            | n/a                             |
| Votos válidos                                                                           | Votos válidos                                                                           | 3 782 247 | 100,00                          | 37                              |
| Votos nulos                                                                             | Votos nulos                                                                             | 32 112    | Participación: \| \| 75,46 % \| | Participación: \| \| 75,46 % \| |
| Votantes                                                                                | Votantes                                                                                | 3 814 359 | Participación: \| \| 75,46 % \| | Participación: \| \| 75,46 % \| |
| Electores                                                                               | Electores                                                                               | 5 054 955 | Participación: \| \| 75,46 % \| | Participación: \| \| 75,46 % \| |
|                                                                                         | 75,46 %                                                                                 |           |                                 |                                 |

## Diputados electos
Relación de diputados electos:
| N.º | Nombre                                 | Lista | Lista           |
| --- | -------------------------------------- | ----- | --------------- |
| 1   | Pedro Sánchez Pérez-Castejón           |       | PSOE            |
| 2   | Albert Rivera Díaz                     |       | Cs              |
| 3   | Pablo Casado Blanco                    |       | PP              |
| 4   | Pablo Iglesias Turrión                 |       | Podemos-IU-Equo |
| 5   | Santiago Abascal Conde                 |       | Vox             |
| 6   | Carmen Calvo Poyato                    |       | PSOE            |
| 7   | Marcos de Quinto Romero                |       | Cs              |
| 8   | Adolfo Suárez Illana                   |       | PP              |
| 9   | José Manuel Franco Pardo               |       | PSOE            |
| 10  | Irene Montero Gil                      |       | Podemos-IU-Equo |
| 11  | Laura Sara Giménez Giménez             |       | Cs              |
| 12  | Javier Ortega Smith-Molina             |       | Vox             |
| 13  | Teresa Ribera Rodríguez                |       | PSOE            |
| 14  | Edurne Uriarte Bengoechea              |       | PP              |
| 15  | Dolores Delgado García                 |       | PSOE            |
| 16  | Enrique Santiago Romero                |       | Podemos-IU-Equo |
| 17  | Edmundo Bal Francés                    |       | Cs              |
| 18  | Daniel Lacalle Fernández               |       | PP              |
| 19  | Iván Espinosa de los Monteros de Simón |       | Vox             |
| 20  | María Reyes Maroto Illera              |       | PSOE            |
| 21  | Patricia-Isaura Reyes Rivera           |       | Cs              |
| 22  | Gloria Elizo Serrano                   |       | Podemos-IU-Equo |
| 23  | Rafael Simancas Simancas               |       | PSOE            |
| 24  | Ana María Beltrán Villalba             |       | PP              |
| 25  | Francisco de la Torre Díaz             |       | Cs              |
| 26  | María de la Cabeza Ruiz Solás          |       | Vox             |
| 27  | Beatriz Corredor Sierra                |       | PSOE            |
| 28  | Rafael Mayoral Perales                 |       | Podemos-IU-Equo |
| 29  | Andrea Levy Soler                      |       | PP              |
| 30  | Zaida Cantera de Castro                |       | PSOE            |
| 31  | Miguel Ángel Gutiérrez Vivas           |       | Cs              |
| 32  | Carla Toscano de Balbín                |       | Vox             |
| 33  | Daniel Vicente Viondi                  |       | PSOE            |
| 34  | María Mercedes Pérez Merino            |       | Podemos-IU-Equo |
| 35  | Antonio Pablo González Terol           |       | PP              |
| 36  | Roberto Hernández Blázquez             |       | Cs              |
| 37  | María Isaura Leal Fernández            |       | PSOE            |